# Roger Verdi
Roger Verdi, nato Rajinder Singh Virdee (Nairobi, 4 febbraio 1953), è un ex calciatore inglese, difensore di ruolo terzino destro.

## Biografia
Secondo figlio di due sikh di etnia punjabi, il falegname Amar Singh Virdee e la casalinga Katar Kaur, Verdi è nato a Nairobi nel 1953, nell'allora colonia britannica del Kenya. Lasciò con la sua famiglia l'Africa a seguito della rivolta dei Mau-Mau trasferendosi in Inghilterra nel 1960, stabilendosi a Smethwick. Adottò il nome Roger Verdi per adattarsi alla vita in Gran Bretagna e per sfuggire al razzismo. Lasciato il calcio giocato, si trasferì a Dallas ove si impiegò nelle costruzioni.

## Carriera
A dodici anni firma per il Wolverhampton e poi a sedici per l'Ipswich Town guidato da Bobby Robson. Non avendo ottenuto un contratto professionale con l'Ipswich, ottiene un ingaggio con i canadesi del Vancouver Spartans guidati dall'inglese Bobby Cram, che lo contattò personalmente per convincerlo a seguirlo in America. Durante un incontro amichevole tra gli Spartans e la franchigia della NASL dei Montréal Olympique, si fa notare dai secondi che lo ingaggiano.
Milita con l'Olympique dal 1972 al 1973 nella North American Soccer League, non riuscendo con la sua squadra a superare la fase a gironi in entrambe le stagioni. Mentre militava nell'Olympique, il suo compagno di squadra Graeme Souness, in prestito dai londinesi del Tottenham, lo segnalò alla squadra madre che però non si mosse per acquistarlo.
Nella stagione 1974 passa ai Miami Toros, con cui raggiunge la finale del torneo, persa ai rigori contro i Los Angeles Aztecs: partito dalla panchina, subentrò nel corso della gara al trinidadiano Warren Archibald.
Nella stagione 1975 passa ai St. Louis Stars, con cui raggiunge le semifinali del torneo. Dopo non aver superato la fase a gironi nella stagione 1976, in quella del 1977 raggiunge i turni di spareggio.
Nella NASL 1978 passa ai S.J. Earthquakes, con cui non supera la fase a gironi del torneo.
Dopo l'esperienza con gli Earthquakes, Verdi disputa due campionati dell'American Soccer League per poi chiudere la carriera agonistica nell'indoor soccer con i Phoenix Inferno.
Durante la sua militanza nella NASL venne apprezzato dall'allenatore tedesco Dettmar Cramer che affermò che se Verdi fosse stato cittadino tedesco avrebbe sicuramente giocato in Bundesliga.